# Distrikt Llapa

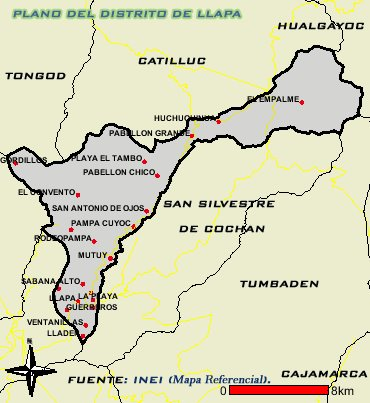
Karte des Distrikts

Der Distrikt Llapa liegt in der Provinz San Miguel in der Region Cajamarca im Norden Perus. Der Distrikt wurde am 2. Januar 1857 gegründet. Er besitzt eine Fläche von 142 km². Beim Zensus 2017 wurden 4709 Einwohner gezählt. Im Jahr 1993 lag die Einwohnerzahl bei 4764, im Jahr 2007 bei 5466. Sitz der Distriktverwaltung ist die 2925 m hoch gelegene Ortschaft Llapa mit 810 Einwohnern (Stand 2017). Llapa befindet sich 5 km ostnordöstlich der Provinzhauptstadt San Miguel de Pallaques.

## Geographische Lage
Der Distrikt Llapa befindet sich in der peruanischen Westkordillere im zentralen Nordosten der Provinz San Miguel. Der Río Llapa, ein Zufluss des Río Jequetepeque, fließt entlang der südöstlichen Distriktgrenze nach Süden und entwässert einen Großteil des Areals.
Der Distrikt Llapa grenzt im Südwesten an den Distrikt San Miguel, im Westen an die Distrikte Calquís und Tongod, im Norden an den Distrikt Catilluc, im Nordosten an die Distrikte Hualgayoc (Provinz Hualgayoc) und Tumbaden (Provinz San Pablo) sowie im Südosten an den Distrikt San Silvestre de Cochán.

## Ortschaften
Im Distrikt gibt es neben dem Hauptort folgende größere Ortschaften:
- Cobro Negro
- Pampa Cuyoc
- Pampa La Calzada
- San Antonio de Ojos